# Духи огня

Саламандра — алхимический дух огня

Ду́хи огня́ — в мифах многих древних народов, а также в эзотерической литературе, разновидность духов природы или духов стихий. Зачастую это существа, испускающие жар. Согласно традиционным представлениям, именно они являются источником пожаров и возгораний. Их функция — как разрушение, так и обновление.
В алхимии к числу стихийных духов, помимо них относятся духи воздуха, духи земли и духи воды.
В ряде мифологий образ духа огня сливается с образом духа домашнего очага.
Духами огня являются, например, вут-ама, Жыж (Знич), Рарог, феникс и саламандра. В мифологии индейцев Северной Америки также есть дух огня — Абабинили.